# Калининский (Иглинский район)
Калининский (баш. Калининский) — деревня в Иглинском районе Республики Башкортостан Российской Федерации. Входит в состав Ауструмского сельсовета.

## География

### Географическое положение
Расстояние до:
- районного центра (Иглино): 32 км,
- центра сельсовета (Ауструм): 30 км,
- ближайшей ж/д станции (Тавтиманово): 15 км.

## Население
| 2002 | 2009 | 2010 |
| ---- | ---- | ---- |
| 47   | ↘45  | ↘37  |

Национальный состав
Согласно переписи 2002 года, преобладающая национальность — белорусы (49 %).